# Lejzer Żelazo
Lejzer Żelazo (ur. 1877) – polski aktor żydowskiego pochodzenia grający w przedwojennych żydowskich filmach i sztukach teatralnych w języku jidysz.

## Filmografia
- 1911: Okrutny ojciec